# Laurent Boulanger (Karambolagespieler)
Laurent Boulanger (* 11. August 1931 in Lüttich, Belgien; † 2008) war ein belgischer Karambolagespieler und Weltmeister.

## Karriere
Der geborene Lütticher war ein Allrounder, der sowohl in den Klassischen Spielarten des Cadre erfolgreich war, ebenso wie in den Bandenspielen wie Dreiband. Seinen ersten Titelgewinn konnte Boulanger bei den Belgischen Dreiband-Meisterschaften (BDM) in der Saison 1959/60 mit einer Silbermedaille erringen. Während René Vingerhoedt und Raymond Ceulemans weiterhin die BDM dominierten, hatte er 1962 sein erfolgreichstes Spielerjahr. Er konnte im April in Nijmegen zuerst die Cadre 47/1-Europameisterschaft gewinnen, im Juni in Ostende die Cadre 71/2-EM, die er schon 1961 gewinnen konnte, und im Oktober die Cadre 71/2-Weltmeisterschaft in Oberhausen. Auf seinen ersten Titelgewinn bei der BDM musste er bis 1969 warten, wo er dann endlich Ceulemans im Finale schlagen konnte. In Deutschland spielte er Ende der 1980er-Jahre gemeinsam mit Fonsy Grethen für den Verein BF Horster-Eck Essen 1959, mit denen er 1988 die Bundesliga-Meisterschaft gewann. Im Dezember desselben Jahres gewinnt er den Dreiband-Weltcup 1988/5 im niederländischen Valkenburg.

## Ehrungen
Die Belgische Post ehrte Boulanger 2006 mit einer Sonder-Briefmarke.

## Erfolge
- Dreiband-Weltcup:  1988/5
- Cadre-71/2-Weltmeisterschaft:  1962
- Cadre-47/1-Europameisterschaft:  1962, 1965  1963, 1966  1973
- Cadre-71/2-Europameisterschaft:  1961, 1962
- Dreiband-Europameisterschaft:  1969  1960, 1968, 1971, 1974

- Fünfkampf-Europameisterschaften für Nationalmannschaften:  1971, 1973, 1975  1977
- Belgische Dreiband-Meisterschaft:  1996  1960, 1968, 1970, 1971, 1975  1965, 1976, 1977, 1979
- 1. Bundesliga Dreiband:  1988

Quellen: 